# Емил Боев
Емил Пейчев Боев е български филолог-тюрколог, професор в Софийския университет.

## Биография и творчество
Роден е на 7 юли 1932 г. във варненското село Белоградец, община Ветрино.
След завършването на средното си образование започва работа като преподавател по български, руски и френски език в основно училище в Шуменска област. През 1956 г. се дипломира от Софийския университет „Климент Охридски“ със специалност „Турска филология“ и продължава да работи като учител в Кърджали до 1958 г.
След това в рамките на няколко месеца е преподавател по турски език във Висшето военно училище „Васил Левски“ във Велико Търново. През 1960 г. започва преподавателската си дейност в Софийския университет „Климент Охридски“, която продължва до пенсионирането си през 2000 г. Избран е за доцент с хабилитационен труд „Изследвания и материали по татарска диалектология в България“ (1973), получава научното звание професор с изследване, озаглавено „Татарските говори в България. Класификация на татарските говори“ (1991).
От 1979 г. е ръководител на Катедрата по източни езици на Факултета по класически и нови филологии до нейното преобразуване в Център по източни езици и култури през 1985 г., на който е основател и първи директор в продължение на дълги години. В периода 1976–1982 г. е заместник-декан на Факултета по класически и нови филологии (тогава Факултет по западни филологии).
Умира в София на 13 януари 2013 г.

## Научни постижения
Научните публикации на Емил Боев включват изследвания върху проблемите на ориенталистиката, алтаистиката, прабългаристиката и куманологията, тюркско-българските езикови контакти, сравнителната граматика на тюркските езици, фонетиката и лексикологията на тюркските езици, практическата и теоретичната граматика на съвременния турски книжовен език, тюркска диалектология, етнология и етнолингвистика. Проф. Боев преподава практически турски език, казахски език и кримскотатарски език. Чете лекции в посочените вече направления на студенти в Софийския университет „Св. Климент Охридски“, а също така и в Казахския държавен университет (Алма-Ата), в Института по изтокознание на Руската академия на науките (тогава АН на СССР), в университета „Ал-Азхар“ (Кайро) и др. В рамките на 25 години (1961–1986 г.) организира ежегодно експедиции в различните райони на страната за теренно изучаване на турските говори и диалекти по българските земи.
Научните си постижения Емил Боев представя като доклади и съобщения в рамките на международни форуми (конференции и конгреси) или в специализираната научна периодика в страната и чужбина (Турция, Франция, Казахстан, Украйна и др.) Той е и автор, съавтор, съставител, редактор на учебници по турски език (за средния курс на обучение на носители на езика и като чужд език за студенти), както и на учебници по български език за турци.
Проф. Емил Боев получава званието „доктор хонорис кауза“ на Шуменския университет „Епископ Константин Преславски“, където е сред основателите на специалност „Турска филология“. За особено значимите му заслуги за развитието на българската наука и култура проф. Емил Боев е награден през 2010 г. с орден „Св. св. Кирил и Методий“ първа степен.
По повод 3-годишнината от кончината на проф. Емил Боев негов признателен студент поставя пред дома му паметна плоча.